# Pirmin Zurbriggen
Pirmin Zurbriggen (Saas-Almagell, 4 de febrero de 1963) es un deportista suizo que compitió en esquí alpino; campeón olímpico en Calgary 1988 y cuatro veces campeón mundial. Su hermana Heidi compitió en el mismo deporte.

## Trayectoria
Participó en dos Juegos Olímpicos de Invierno, obteniendo dos medallas en Calgary 1988, or en el descenso y bronce en el eslalon gigante, y el cuarto lugar en Sarajevo 1984 (descenso).
Ganó nueve medallas en el Campeonato Mundial de Esquí Alpino entre los años 1985 y 1989.
En la Copa del Mundo consiguió 40 victorias y 83 podios en total. Ganó la clasificación general de la Copa del Mundo en cuatro ocasiones: 1984, 1987, 1988 y 1990.
Recibió la Orden Olímpica de Plata en 2001 y el premio Skieur d’Or en cuatro ocasiones: 1984, 1985, 1987 y 1990. Fue nombrado «Deportista masculino del año» en su país en 1985.

## Palmarés internacional
| Juegos Olímpicos   | Juegos Olímpicos      | Juegos Olímpicos  | Juegos Olímpicos |
| Año                | Lugar                 | Medalla           | Prueba           |
| ------------------ | --------------------- | ----------------- | ---------------- |
| 1988               | Calgary (Canadá)      | Medalla de oro    | Descenso         |
| 1988               | Calgary (Canadá)      | Medalla de bronce | Eslalon gigante  |
| Campeonato Mundial |                       |                   |                  |
| Año                | Lugar                 | Medalla           | Prueba           |
| 1985               | Bormio (Italia)       | Medalla de oro    | Descenso         |
| 1985               | Bormio (Italia)       | Medalla de oro    | Combinada        |
| 1985               | Bormio (Italia)       | Medalla de plata  | Eslalon gigante  |
| 1987               | Crans-Montana (Suiza) | Medalla de oro    | Eslalon gigante  |
| 1987               | Crans-Montana (Suiza) | Medalla de oro    | Supergigante     |
| 1987               | Crans-Montana (Suiza) | Medalla de plata  | Descenso         |
| 1987               | Crans-Montana (Suiza) | Medalla de plata  | Combinada        |
| 1989               | Vail (Estados Unidos) | Medalla de plata  | Supergigante     |
| 1989               | Vail (Estados Unidos) | Medalla de bronce | Eslalon gigante  |